# La fortuna favorece a los audaces
La fortuna favorece a los audaces o La fortuna favorece a los valientes son traducciones de un proverbio latino.

## Origen

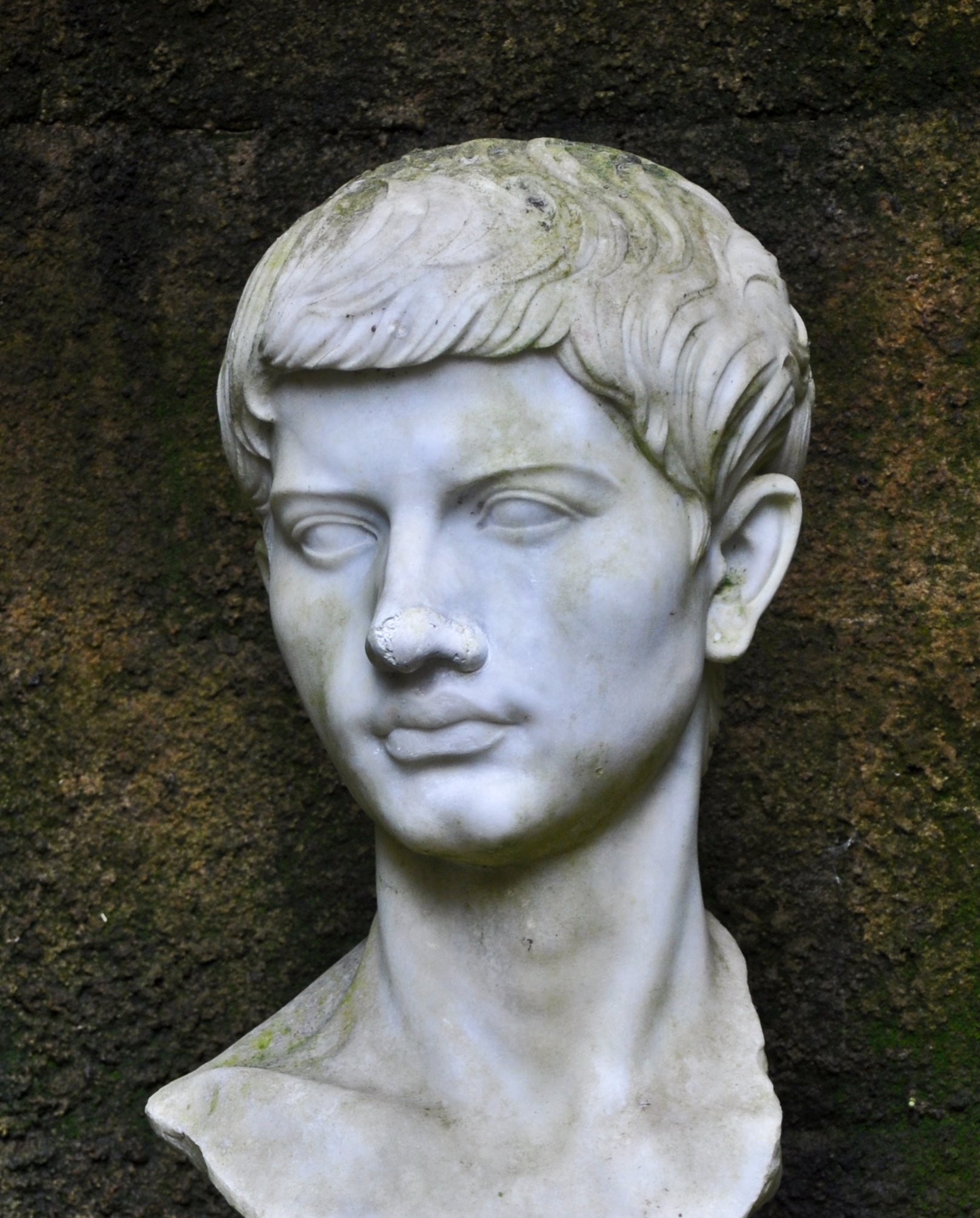
Busto del poeta latino Virgilio, obra de Tito Angelini.

El proverbio del que se traduce La fortuna favorece a los audaces tiene varias formas diferentes, aunque con el mismo significado: audentes Fortuna iuvat, audaces Fortuna iuvat o Fortuna audaces iuvat, entre otras. Aparece en la Eneida de Virgilio, aunque al parecer traduce literalmente del griego una frase de Simónides de Ceos. En la Eneida aparece en el verso 284 del libro décimo: 

[···] :Nunc coniugis esto
quisque suae tectique memor, nunc magna referto
facta, patrum laudes. Ultro occurramus ad undam,
dum trepidi egressisque labant vestigia prima.
Audentis Fortuna iuvat. [···]
[···] Acordaos ahora
cada cual de su esposa y su casa, recordad ahora las grandes
hazañas, la gloria de los padres. Corramos antes al agua
mientras dudan y vacilan sus primeros pasos al desembarcar.
A los audaces ayuda la Fortuna. [···]
Eneida

En el texto de Virgilio, audentis es el participio presente plural del verbo audere («atreverse»), forma arcaica de audentes (acusativo). Por su parte, «Fortuna» se refiere a la diosa romana personificada del mismo nombre.